# Dosinia concentrica
Espèce
Synonymes
- Artemis distans G. B. Sowerby II, 1851
- Artemis elegans Conrad, 1843
- Artemis nitens Reeve, 1850
- Callocardia elegans (Conrad, 1843)
- Chama dosin Scopoli, 1777 [ex Adanson, 1757]
- Cytherea concentrica Lamarck, 1818
- Dosinia affinis Deshayes, 1853
- Dosinia brasiliensis White, 1887
- Dosinia concentrica prosapia Weisbord, 1964
- Dosinia elegans (Conrad, 1843)
- Dosinia floridana Conrad, 1866
- Dosinia genei Tapparone Canefri, 1874
- Venus concentrica Born, 1778
- Venus philippii d'Orbigny, 1845

Dosinia elegans est une espèce de mollusques bivalves.
Selon Paleobiology Database (28 octobre 2019), l'espèce date du Quaternaire de la Colombie et du Venezuela, du Pliocène du Venezuela et du Miocène du Brésil.
Selon BioLib (28 octobre 2019), il s'agit d'une espèce actuelle, trouvée au Brésil. 

Juvénile

Elle serait consommée en fruits de mer.